# Ettenhausen an der Suhl
Ettenhausen an der Suhl (offiziell Ettenhausen a.d. Suhl) ist ein Ortsteil der Stadt Bad Salzungen im Wartburgkreis in Thüringen. Zu Ettenhausen gehört die Kleinsiedlung Hetzeberg.

## Geographie

### Geografische Lage
Ettenhausen an der Suhl befindet sich in der Mitte des Wartburgkreises, etwa 10 km nördlich der Kernstadt von Bad Salzungen und etwa 17 km südlich von Eisenach am südwestlichen Rand des Thüringer Waldes.
Etwa dreißig Kilometer in nordöstlicher Richtung entfernt, ebenfalls im Wartburgkreis, liegt ein Ort gleichen Namens: Ettenhausen an der Nesse.

### Nachbarorte
Ettenhausen grenzt im Osten und Süden an die Ortsteile Kupfersuhl und Möhra, im Südwesten an die Gemarkungen Hüttenhof und Weißendiez des Bad Salzunger Ortsteils Tiefenort, im Westen und Norden an die Ortsteile Lindigshof und Burkhardtroda der Gemeinde Gerstungen.

### Berge
Höchster Punkt der Gemarkung ist der Hetzeberg (359,9 m ü. NN). Bemerkenswert sind auch die Berge und Hügel Sandberg   (346,9 m ü. NN) und die Margarethenhöhe (307,7 m ü. NN).

### Flüsse
Das Dorf liegt im Tal der Suhl, die im Mittelalter zum Antrieb einer Mühle am Ortsrand benutzt wurde. In den 1980er Jahren wurde in der benachbarten Gemarkung Lindigshof die Talsperre Ettenhausen angelegt, deren Stauraum teilweise in der Gemarkung Ettenhausen liegt.

## Geschichte

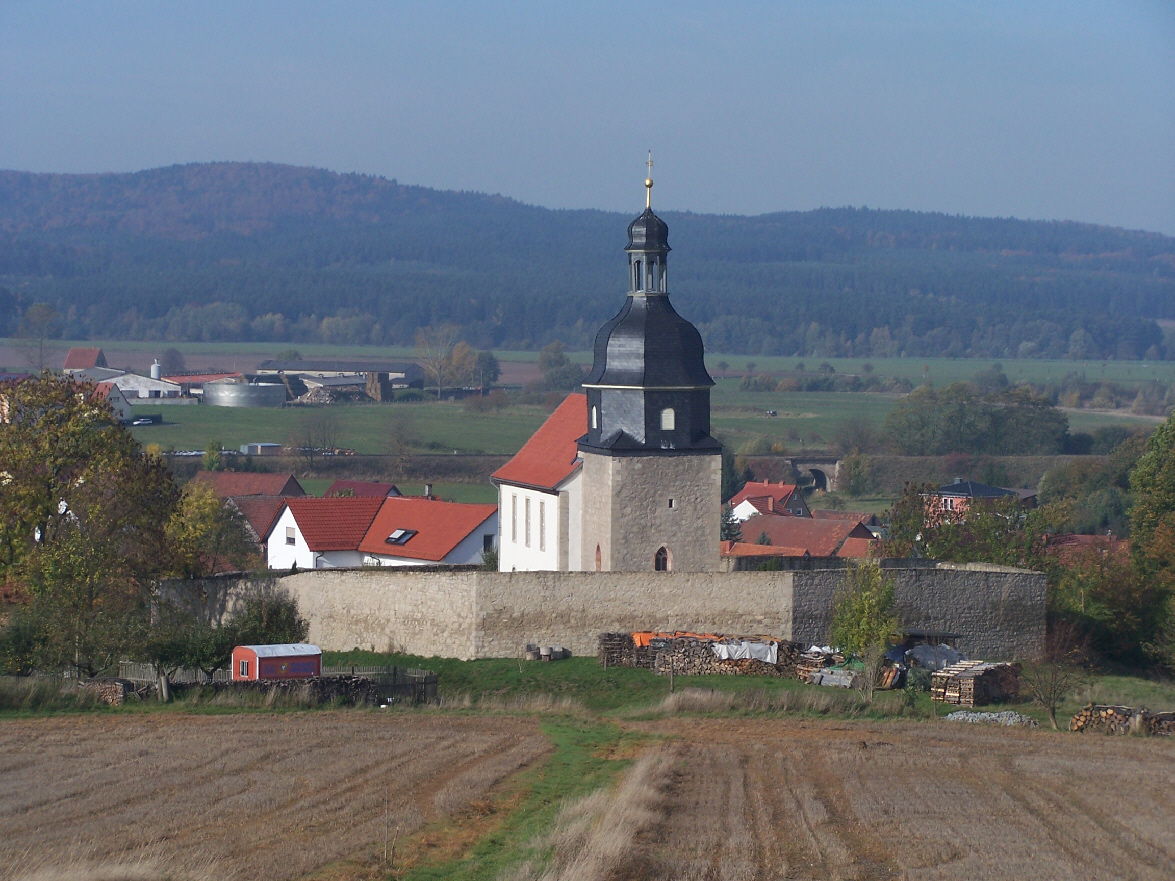
Die Wehrkirche von Ettenhausen

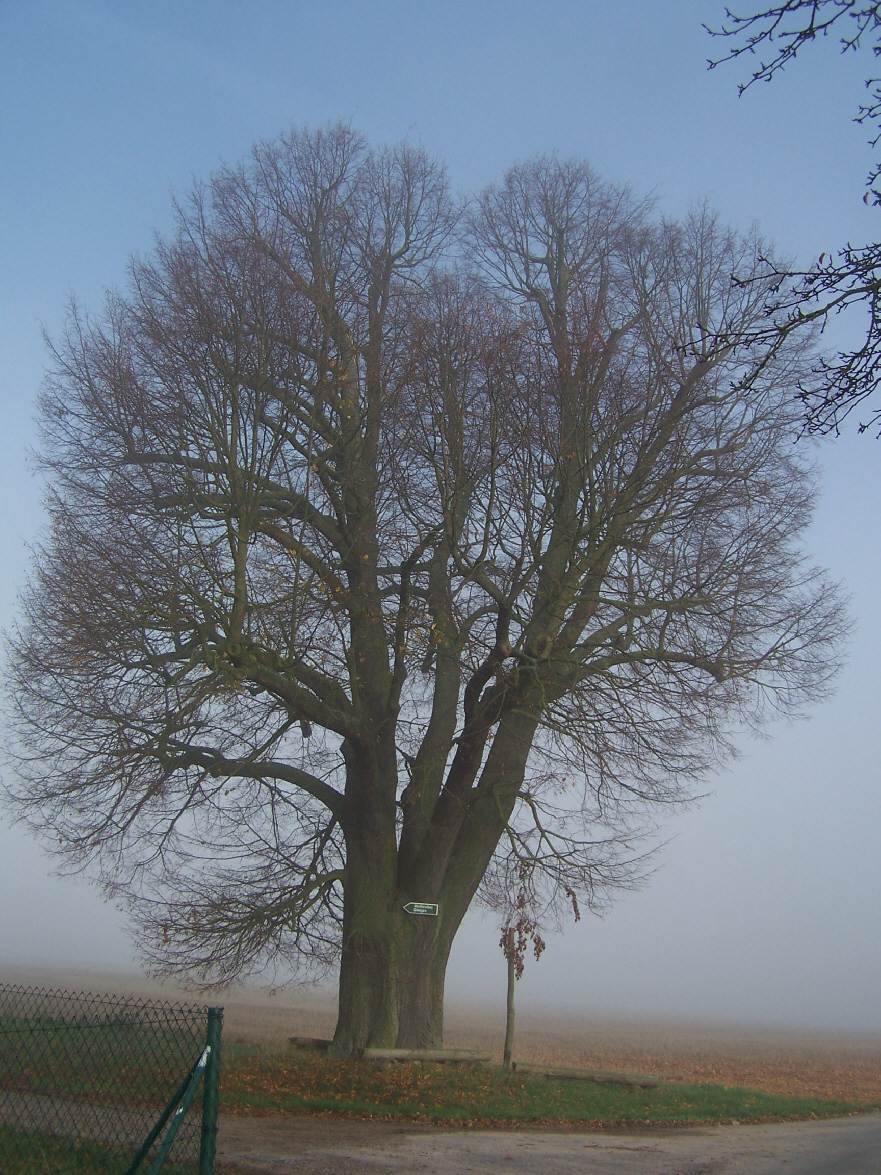
Die Hetzeberger Linde

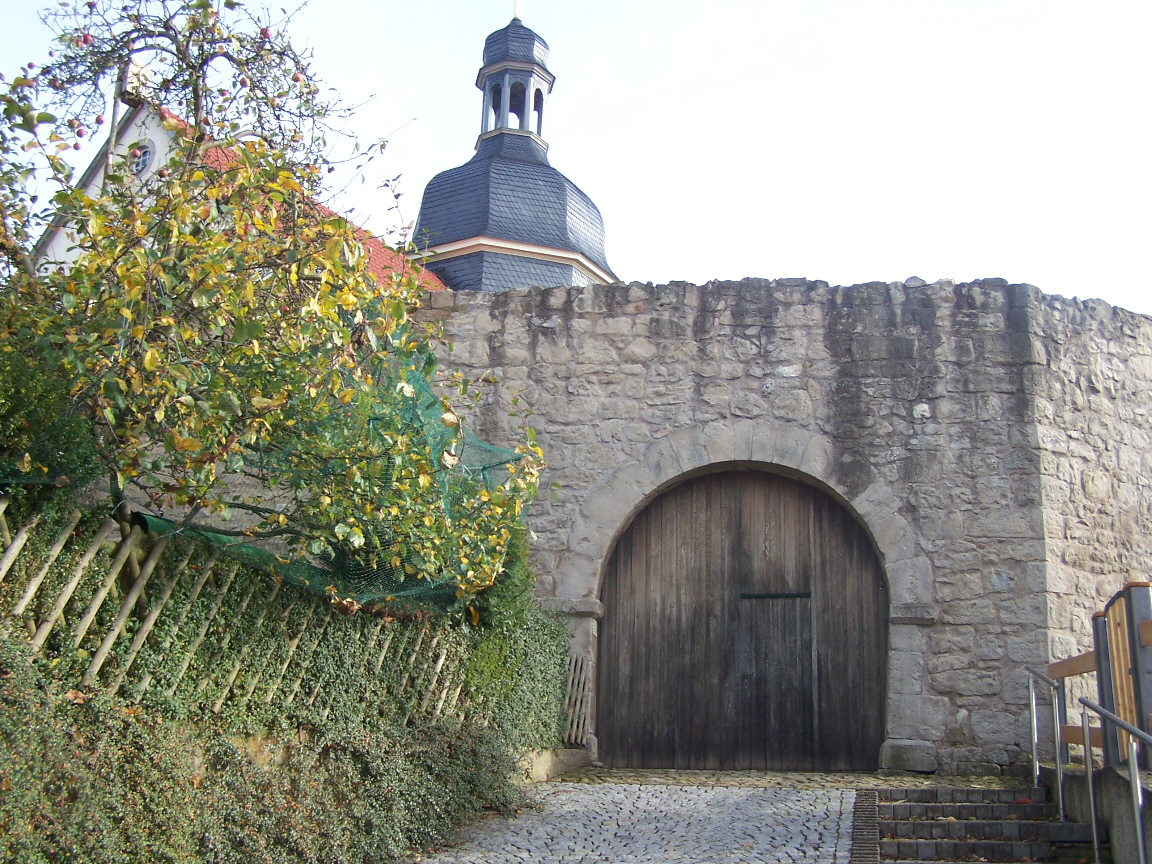
An der Kirchenburg

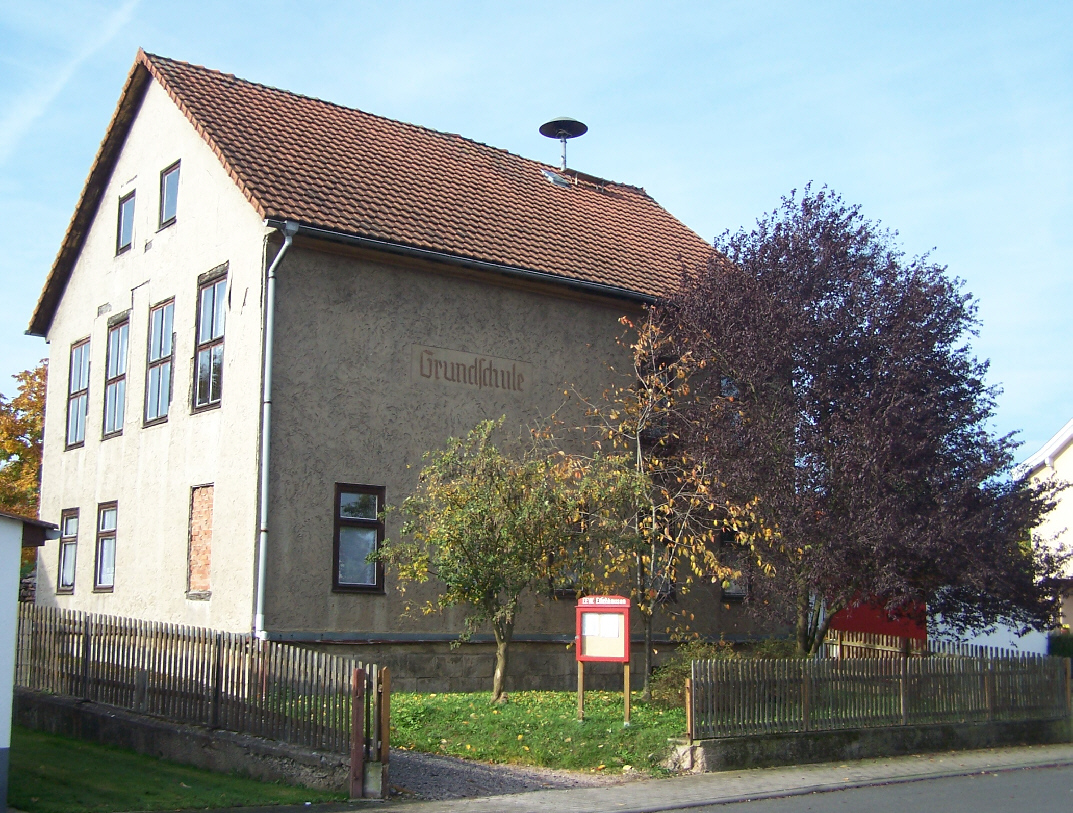
Die ehemalige Dorfschule

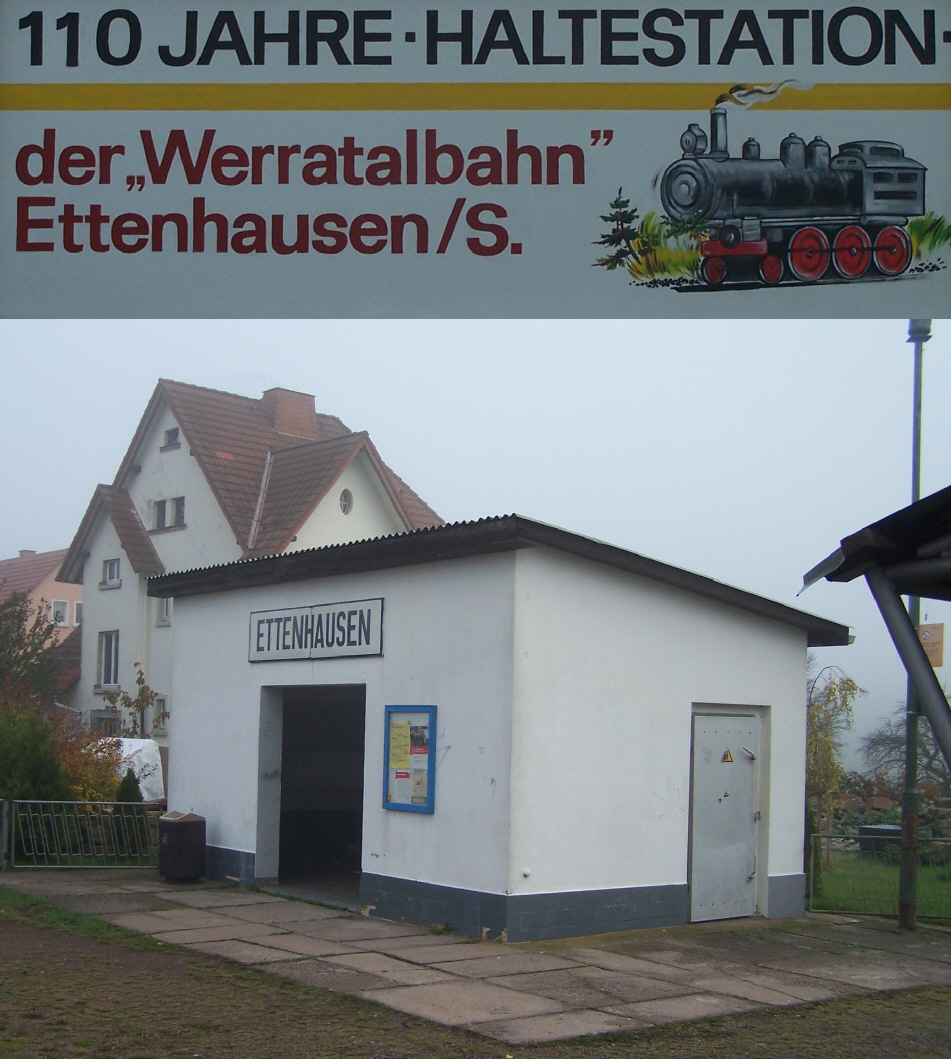
Haltepunkt der Werratalbahn

### Frühgeschichte und Ersterwähnung
Entstanden in der zweiten fränkischen Siedlungsperiode wird Ettenhausen um 825–876 Eitenhusen, 876 Heienhuson, nach 918 Hetenhusen und 1231 Hattenhusen in Urkunden genannt.  Archäologische Funde vom Hügel des Kirchberges sprechen jedoch für eine frühere Besiedlung bereits in der Bronzezeit. Um 900 zählen zu Eitenhusen die am westlichen Rand der Gemarkung befindliche Wüstung Zehndhausen und der Hof „Heizzils“, das spätere Gut Hetzeberg. Teichmannssuhl, heute ebenfalls eine Wüstung, existierte wohl um 1100.

### Mittelalter
Zur Abwehr von Überfällen errichteten die Ettenhäuser eine Kirchenburg mit Schutzmauer, Gaden und Torturm. Bei der Sanierung der Ringmauer in den 1990er Jahren wurden diese heute verschwundenen Bauteile nachgewiesen. Am Möhraer Weg, unterhalb der Margarethenhöhe, wurde im 17. Jahrhundert am Richtplatz der Gemeinde ein Schnappgalgen errichtet. Gegen die zahllosen Überfälle während des Dreißigjährigen Krieges war man machtlos, der Ort wurde mehrfach ausgeplündert, nach dem Krieg standen nur noch 7 Häuser. Bereits im 15. Jahrhundert wurde im Nachbarort Kupfersuhl Bergbau betrieben. Der Flurname Bergmannsweg erinnert daran, dass auch zahlreiche Ettenhäuser ihr Glück im Bergbau versuchten.
Vermutlich wurden in der mittelalterlichen Wehrkirche die Eltern Martin Luthers getraut, da deren Wohnort Möhra zu dieser Zeit über keine eigene Kirche verfügte und nach Ettenhausen eingepfarrt war.

### 18. Jahrhundert
Im 18. Jahrhundert entstand unterhalb der Margarethenhöhe eine Kupferhütte zum Schmelzen der aufbereiteten Erze. Viele Bauern waren auf Anordnung der herzoglichen Verwaltung verpflichtet, für die Kupferhütte Erztransporte und Kohlenfuhren durchzuführen, was über Jahrzehnte zu Zwistigkeiten und Prozessen führte. Seit 1741 gehörte Ettenhausen mit dem Amt Krayenberg zum Herzogtum Sachsen-Weimar-Eisenach.

### 19. Jahrhundert
Im Jahre 1841 wurde ein Staatsvertrag zwischen den Ländern Sachsen-Weimar-Eisenach, Sachsen-Coburg und Gotha sowie Sachsen-Meiningen zur Errichtung der Bahnstrecke von Eisenach nach Coburg abgeschlossen und Baupläne für die Trassierung der sogenannten Werrabahn geprüft. Beim Bau der Trasse erhielt auch Ettenhausen/Suhl einen eigenen Haltepunkt und ein Bahnwärterhaus.
Nach einer großen Teuerung im Jahre 1847 wurde zur Fortbildung und Verbesserung der landwirtschaftlichen Erträge vom damaligen Gutsbesitzer Jungheinrich auf Gut Hetzeberg eine landwirtschaftliche Lehr- und Versuchsanstalt begründet, die dort bis 1870 bestand.
Im Jahr 1879 wurden, basierend auf der Volkszählung von 1875, erstmals statistische Angaben publiziert. Ettenhausen/Suhl zählte mit Gut Hetzeberg 56 Wohnhäuser und 288 Einwohner. Die Ettenhäuser Gemarkung betrug 488,9 ha – davon Höfe und Gärten 12.6 ha, Wiesen 49,2 ha, Äcker 250,9 ha, Wälder 53,4 ha, Teiche, Bäche und Flüsse 2,2 ha, Wege, Triften und Obstplantagen 120,5 ha. Der noch separat ausgewiesene Hetzeberg bestand damals aus 2 Wohnhäusern; Gesamtfläche 51.4 ha – davon Höfe und Gärten 0.7 ha, Wiesen 4.8 ha, Äcker 38.9 ha, Wälder (kein eigener Bestand), Teiche, Bäche und Flüsse 0,1 ha, Wege, Triften und Obstplantagen 6.8 ha. Nach Ettenhausen war der benachbarte Lindigshof und Hetzeberg eingepfarrt und eingeschult.

### 20. Jahrhundert
August Stauch wurde am 15. Januar 1878 als 3. Kind einer Eisenbahnerfamilie in Ettenhausen/Suhl geboren. Nach dem Militärdienst arbeitete Stauch an mehreren Bahnbauprojekten in Norddeutschland. In die Kolonie Deutsch-Südwestafrika entsandt, wurde Stauch 1908 während der Arbeiten an einem Bahnprojekt in der Wüste Namib durch einen sensationellen Diamantenfund zum Multimillionär. Für seine Heimatgemeinde stiftete er neue Kirchenglocken.

### 21. Jahrhundert
Am 6. Juli 2018 wurde Ettenhausen an der Suhl in die Stadt Bad Salzungen eingegliedert. Marksuhl war zuvor erfüllende Gemeinde für Ettenhausen.

### Einwohnerentwicklung
Entwicklung der Einwohnerzahl:
| - 1994: 497 - 1995: 486 - 1996: 508 - 1997: 505 - 1998: 521 - 1999: 536 | - 2000: 525 - 2001: 515 - 2002: 500 - 2003: 507 - 2004: 515 - 2005: 497 | - 2006: 483 - 2007: 487 - 2008: 481 - 2009: 480 - 2010: 467 - 2011: 455 | - 2012: 417 - 2013: 403 - 2014: 386 - 2015: 388 - 2016: 389 - 2017: 390 |

 Datenquelle: ab 1994 Thüringer Landesamt für Statistik – Werte vom 31. Dezember

## Politik

### Gemeinderat
Der Gemeinderat in Ettenhausen an der Suhl setzte sich zuletzt aus sechs Gemeinderatsmitgliedern zusammen.
- CDU: 6 Sitze

(Stand: Kommunalwahl am 25. Mai 2014)

### Ortsteilbürgermeister
Ehrenamtliche Bürgermeisterin von Ettenhausen war seit 2010 Renate Lämmerhirt. Seit der Eingemeindung fungiert sie als Ortsteilbürgermeisterin.

## Kultur und Sehenswürdigkeiten

### Mundart

Verbreitungsgebiet der westthüringischen Mundart

Der in Ettenhausen gesprochene Dialekt, das Ettenhäuserisch bzw. Attehisch, im Volksmund auch als Attehüser Platt bekannt, zählt zum westthüringischen Sprachraum der thüringisch-obersächsischen Dialektgruppe. Nur noch sehr wenige in Ettenhausen Geborene sind in der Lage, diesen Dialekt zu verstehen und zu sprechen.
Einige Sprachbeispiele:
| Ettenhäuserisch - Guudn Dach. - Bee geds dej? - En Sunnowe homme mii Schwaasder besochd. - Buume heimkoome, woor schläächd Waader. | Deutsch - Guten Tag. - Wie geht es dir denn? - Am Sonnabend haben wir meine Schwester besucht. - Als wir heimgekommen sind, gab es schlechtes Wetter. |

 Quelle: div. Sprecher

### Sehenswürdigkeiten
Die Ettenhäuser Wehrkirche, eine ehemalige Kirchenburg, ist das bekannteste Bauwerk des Ortes. Im Ort befinden sich mehrere denkmalgeschützte Fachwerkhäuser. An den Grenzen der Gemarkung mit Weißendiez findet man noch mehrere historische Wappensteine aus dem 17. Jahrhundert.

## Töchter und Söhne des Ortes
- August Stauch (1878–1947), Entdecker der Diamantenvorkommen in der Wüste Namib bei Lüderitz.

## Wirtschaft
Die Einwohner Ettenhausens arbeiten überwiegend in den Betrieben der benachbarten Kreisstadt Bad Salzungen, in Eisenach und in den Umlandgemeinden. Im Ort befindet sich ein Standort der Agrargenossenschaft Moorgrund e.G.

## Verkehr und Infrastruktur
Durch Ettenhausen verlaufen die Landesstraße 1023 und die Kreisstraße K 9, die Ettenhausen mit der B 84 in Marksuhl und der B 19 in Waldfisch bzw. in Etterwinden verbinden. 
Am Ortsrand befindet sich ein Haltepunkt der Süd-Thüringen-Bahn an der Bahnstrecke Eisenach-Bad Salzungen-Meiningen.
Nach Ettenhausen/Suhl verkehren die Buslinien 119 und 191 des Verkehrsunternehmen Wartburgmobil.

### Wasserversorgung und Abwasserentsorgung
Im Februar 2003 beauflagte die Kommunalaufsicht des Wartburgkreises die Gemeinde Ettenhausen an der Suhl zur Erfüllung der Aufgaben der Wasserversorgung einem Wasserzweckverband beizutreten. Die Trinkwasserversorgung erfolgte seit 2003 durch einen Hochbehälter der Gemeinde Marksuhl. Im Jahr 2005 wurde eine Zweckvereinbarung über die Übernahme der Wasserver- und Abwasserentsorgung mit der Gemeinde Marksuhl geschlossen, welche der Gemeinde Ettenhausen 278.081,97 € für den Buchwert des Anlagevermögens auszahlte. Die Zweckvereinbarung wurde seitens der Gemeinde Marksuhl zum 31. Dezember 2018 gekündigt. Damit musste die Stadt Bad Salzungen, der Ettenhausen mit Wirkung zum 6. Juli 2018 beigetreten ist, die Wasserver- und Abwasserentsorgung übernehmen. Seit dem 1. Januar 2019 wird diese Aufgabe, wie für das restliche Bad salzunger Stadtgebiet, durch den Wasser- und Abwasserverband Bad Salzungen wahrgenommen.